# Iskăr
Ìskăr (bulharsky Искър) je řeka v Bulharsku (Sofie-město, Sofijská, Pernická, Vracká, Plevenská, Lovečská oblast). Je 368 km dlouhá. Povodí má rozlohu 8600 km².

## Průběh toku
Pramení v pohoří Rila a na horním toku protéká Samokovskou a Sofijskou kotlinou. Poté protíná Iskărskou soutěskou horský hřbet Staré Planiny. Na dolním toku protéká Dolnodunajskou rovinou. Ústí zprava do Dunaje.

## Vodní režim
Nejvyšších vodních stavů dosahuje na jaře, zatímco v létě hladina klesá. Průměrný průtok vody v ústí činí 54 m³/s, maximální v některých letech dosahuje až 800 m³/s.

## Využití
V povodí řeky se nacházejí přehradní nádrže a vodní elektrárny. Na řece leží města Samokov, Mezdra, Červen Brjag. Řeka protéká východním okrajem hlavního města Sofie.